# Silvio José Cardoso Reis Junior
Silvio José Cardoso Reis Junior (nacido el 1 de julio de 1990) es un futbolista brasileño que juega como delantero.

## Trayectoria

### Clubes[2]
| Club                 | País          | Año         |
| -------------------- | ------------- | ----------- |
| Monte Azul           | Brasil        | 2009 - 2010 |
| Bragantino           | Brasil        | 2010        |
| Marília              | Brasil        | 2011        |
| Comercial            | Brasil        | 2011 - 2012 |
| LASK Linz            | Austria       | 2012 - 2013 |
| Penapolense          | Brasil        | 2013        |
| São Paulo            | Brasil        | 2013        |
| Ponte Preta          | Brasil        | 2014        |
| Criciúma             | Brasil        | 2014 - 2015 |
| Joinville            | Brasil        | 2015        |
| Chapecoense          | Brasil        | 2016        |
| Seongnam FC          | Corea del Sur | 2016        |
| Criciúma             | Brasil        | 2017        |
| Ponte Preta          | Brasil        | 2018        |
| Paraná               | Brasil        | 2018        |
| Penapolense          | Brasil        | 2019        |
| Albirex Niigata      | Japón         | 2019 - 2020 |
| CSA                  | Brasil        | 2021        |
| Crisiúma             | Brasil        | 2021        |
| São Bernardo         | Brasil        | 2022        |
| Operario Ferroviário | Brasil        | 2022        |
| Mirassol             | Brasil        | 2022 - 2023 |
| São Bernardo         | Brasil        | 2023 - 2024 |
| Botafogo - SP        | Brasil        | 2024        |
| Botafogo - PB        | Brasil        | 2025        |